# Arnold Mühren
Arnold Johannes Hyacinthus Mühren (Volendam, 2 de junho de 1951) é um ex-futebolista neerlandês que atuou como meia. Em uma carreira de 19 anos, fez parte do histórico time do Ajax no início dos anos 1970 e esteve presente na conquista Eurocopa de 1988 com a seleção neerlandesa, sendo o autor da assistência que resultou no famoso gol de voleio de Marco van Basten.

## Carreira
Revelado pelo Volendam, Mühren se transferiu para o Ajax apenas uma temporada depois, onde seu irmão, Gerrie Mühren, que também iniciara a carreira no Volendam, jogava já há três anos, e quando o clube neerlandês era o então atual campeão europeu, e conquistou mais dois títulos seguidos sob o comando do romeno Ștefan Kovács. Apesar disso, dentro do país acabou ficando mais marcado por sua passagem pelo Twente, entre 1974 e 1978, estando presente no título da Copa dos Países Baixos de 1976/77, o primeiro título de destaque do clube.[carece de fontes?]
Após deixar o clube, seguiu para o campeonato inglês, fazendo parte do histórico time do Ipswich Town comandado por Bobby Robson que conquistou o título da Copa da UEFA em 1981, contra os neerlandeses do AZ. Aquele time do Ipswich também contava com outro jogador neerlandês, Frans Thijssen, que fora destaque na conquista europeia, marcando nos dois jogos da final contra o AZ.
Um ano depois da conquista europeia com o clube inglês, assinou com o também inglês Manchester United, que vivia um período de pouca força futebolística, embora tenha vencido o título da Copa da Inglaterra no primeiro ano de Mühren,[carece de fontes?] com o próprio marcando um dos gols - de pênalti - na partida de replay contra o Brighton & Hove Albion.[carece de fontes?]
Deixou a Inglaterra em 1985, retornando ao Ajax, onde encerrou a carreira em 1989. Antes disso, viveu a maior glória da seleção neerlandesa de futebol, estando presente na conquista da Eurocopa de 1988, tendo jogado a final contra a União Soviética e sendo responsável pelo passe para Marco van Basten marcar seu histórico gols de voleio na final, considerado um dos mais belos gols na história do futebol.